# 메소포타미아
메소포타미아(아랍어: الرافدين, 고대 그리스어: Μεσοποταμία)는 서아시아의 유프라테스강과 티그리스강의 주변 지역(현재의 이라크)을 일컫는다. 기원전 4세기 후반 알렉산드로스 대왕 시대 이래로 역사, 지리학 및 고고학적 명칭으로 사용되기 시작하였다. 메소포타미아는 두 강이 자연적으로 가져다 주는 비옥한 토지로 인하여 기원전 약 6000년 구석기 시대에 인간이 정착 주거하기 시작한 이래 점차 인류 고대 문명의 발상지의 하나로 발전하였다. 어원은 고대 그리스어 'Μεσοποταμια'에서 온 말로서 '메소'(Μεσο)는 중간이라는 뜻을, '포타'(ποτα)는 강이라는 뜻을 '미아'(μια)는 도시를 의미하는 뜻을 가지고 있어 '두 강 사이에 있는 도시'라는 의미를 보여준다.
메소포타미아 문명은 개방적인 지리적 요건 때문에 외부와의 교섭이 빈번하여 정치·문화적 색채가 복잡하였다. 폐쇄적인 이집트 문명과는 달리 두 강 유역은 이민족의 침입이 잦았고, 국가의 흥망과 민족의 교체가 극심하였기 때문에 이 지역에 전개된 문화는 개방적, 능동적이었다. 메소포타미아 문명은 주위의 문화적 파급과 후세의 영향을 고려해 볼 때 세계사적 의의가 크다.
티그리스강과 유프라테스강 사이의 메소포타미아 지방은, 강의 범람이 불규칙적이고 잦아서 치수와 관개 등 대규모 사업이 필요하였다. 그리하여 사람들이 모여들어 여러 도시 국가가 나타나고, 교역과 상업 활동이 활발해졌다.

## 지도
| 모술바그다드테헤란유프라테스강티그리스강니푸르기르수라가시마라드우루크우바이드우르에리두키시수사안샨마리아카드이신라르사바빌론아수르니네베님루드두르샤루킨class=notpageimage\| 메소포타미아의 고대 도시들 : 수메르의 도시 : 엘람의 도시 : 아카드 제국의 도시 : 아모리인의 도시 : 바빌로니아의 도시 : 아시리아의 도시 : 현대의 이라크 · 이란의 도시 |

## 역사
메소포타미아의 역사는 이라크 남부 지방에서 군소 도시들이 출현한 기원전 4000년경부터 기원전 400년경 알렉산드로스 대왕의 점령까지 이어지는 시기에 우루크, 니푸르, 니네베, 바빌론 등의 도시와 아카드 왕국, 우르 제3 왕조, 아시리아 제국 등의 중요한 영토 국가를 포함한다.
역사적으로 유명한 인물로는 우르(우르의 왕), 사르곤(아카드 제국), 함무라비(고바빌로니아 제국), 티글라트-필레세르 1세(Tiglath-Pileser I)(아시리아) 등이 있다.
기원전 5000년경부터 기원전 600년까지를 고대 메소포타미아로 분류하며, 다음과 같이 상세히 구분한다.
- 고대 메소포타미아
  - 하섹(Hassex), 사쿠라(Saqurra), 할라프(Halaf) 문화
- 금석 병용 시대:
  - 우바이드기(Ubaid period) (기원전 6500년~기원전 4000년)
  - 우루크기(Uruk period) (기원전 4000년~기원전 3100년)
- 고대
  - 젬데트 나스르(Jemdet Nasex Period) (기원전 3100년~기원전 2900년)
  - 초기 왕조 도시기(Early Dynastic city states) (기원전 2900년~기원전 2350년)
  - 아카드 제국 (기원전 2350년~기원전 2193년).
  - 구티움
  - 우르 제3왕조 ("수메르 르네쌍스" 또는 "신수메르기") (기원전 2119년~기원전 2004년)
- 중기 청동기 시대
  - 초기 아시리아 왕국 (기원전 2000년~기원전 1800년)
  - 고바빌로니아 제국 (기원전 1800년~기원전 1700년)
    - 히타이트 왕국
- 후기 청동기 시대
  - 카사이트 왕조, 아시리아 중기 (기원전 1600년~기원전 1200년)
  - 히타이트 제국
- 철기 시대
  - 신히타이트 (기원전 1100년~기원전 700년)
  - 신아시리아 제국 (기원전 1000년~기원전 700년)
  - 신바빌로니아 제국 (기원전 700년~기원전 600년)
  - 아케메네스 제국 (기원전 600년~기원전 400년)
  - 헬레니즘 문화
  - 파르티아

## 사회
메소포타미아는 수메르인의 문명이 토대가 되었고 아카드·아무르인들의 문명이 가미되었다. 화폐는 쓰이지 않아서 물물교환이 이루어졌다.
당시 수메르의 정치사회구조는 귀족, 평민, 노예로 구성되었다. 왕, 왕족, 고위 관료, 고위 성직자들로 구성된 귀족들은 정치권력과 거대한 토지를 소유했고, 높은 신분을 유지했다. 한편 평민들은 토지의 소유나 처분이 가능했고, 신분을 살 수 있었고, 전쟁포로나 외지인, 범죄자 그리고 채무자들 거의 대부분은 노예였다. 또한 채무 때문에 노예가 된 사람은 3년 후에 일반인으로 복귀가 가능했지만, 노예는 주인에게 계속 복종해야했다.

## 종교
고대 메소포타미아인들의 종교는 현세적 다신교로서 사후 세계를 인정하지 않았다. 점성술도 현세의 행복을 기원하는 의미로서 발전하였다. 티그리스강과 유프라테스강의 불규칙적이고 잦은 범람은 참혹한 재앙을 가져왔고, 개방적인 지형은 끊임없는 외적의 침입을 불렀다.
이러한 자연 환경은 메소포타미아인들의 세계관에 영향을 끼쳤다. 자연의 이득보다는 재앙을 극복하는 데 힘써야 했던 수메르인들은 삶도 지극히 현세적인 삶을 꾸려 나갔고, 사후 세계에 대해서는 거의 희망을 갖지 않았다. 문화적으로도 암울하고, 비관주의적인 특징이 강하였다. 그들이 갖고 있는 신에 대한 생각과 현세적인 가치관은 '길가메시 서사시'등에 잘 나타나 있다.
근년에 와서 고대사에 관한 많은 새로운 지식이 더해짐에 따라, 인류의 가장 오랜 문명을 쌓아올린 메소포타미아 지방에서는 이미 BC 4000년에 놀랄 만한 고도의 기술이나 물질문명이 결실하고 있었을 뿐만 아니라, 문학·미술·종교 면에 있어서도 그 소박한 표현에도 불구하고 인간성의 깊은 이해를 나타내는 걸작, 또는 제신(諸神)에 대한 신앙을 나타내는 갖가지 유품들이 알려지게 되었다.
메소포타미아는 티그리스강과 유프라테스강에 의한 비옥한 퇴적평야로서 수메르(Sumer)인은 역사의 시초에 이미 남부에 정주하여, 각지에 소도시를 중심으로 한 지역사회를 형성하고 있었다. 수메르인의 왕은 주신(主神)의 하나인 엔릴의 아들이라 칭하여 신으로서 숭배받았으나, 그들의 뒤를 계승한 셈(Shem)인의 왕은 스스로를 신이라 부르지 않았다. 예컨대 바빌론 제1왕조의 함무라비왕(BC 2000년 전반)은 에아와 엔릴에 의해 왕으로 지명되었다는 기록이 있다.
메소포타미아에서는 주요한 3주(三柱)의 제신을 한 쌍으로 해서 숭앙하는 습관이 있었다. 수메르인 사이에서는 아누(Anu：天神)·엔릴(Enlil：地神)·엔키(Enki：水神) 등이 숭앙받았다. 최고신 아누는 이미 형식적 존재가 되어 있었으며, 수메르 판테온의 실권은 엔릴에 돌아와 땅뿐만 아니라 하늘까지 다스리는 신이 되었다.
왕권의 신장과 함께 주신(主神)은 국가신의 성격을 강화했다. 셈 판테온에서는 셈인의 주신 마르두크가 함무라비왕 시대에 엔릴의 기능을 계승하여 최고신이 되었으며, 샤마쉬(Shamash：太陽神)·신(Sin：月神)과 함께 한 쌍을 이루었다. 기원전 2000년 말부터 융성하기 시작한 아시리아 제국에서는 주신 아슈르(Ashur)가 최고신이 되었다.
수메르인은 이미 발달한 신전·제사(祭司) 계급을 갖고 있었다. 고대에서는 후에 분화한 예술·학문과 같은 문화활동뿐만 아니라 세제(稅制)·금융 등의 사회·경제활동도 신전과는 불가분의 관계에 있었다.
당시 고급관리가 되는 지름길은 신전 부속의 서기(書記)학교에서 점토판에 설형문자(楔形文字)를 배우는 일이었다. 따라서 문학작품도 습득되었다. 그 가운데서도 '길가메쉬 서사시'는 인류가 소유하는 가장 오랜 이야기의 하나이다. 몸의 3분의 2가 신, 3분의 1이 인간이라고 했던 영웅 우루크의 왕 길가메쉬가 영원의 생명을 구하여, 일찍이 대홍수에서 살아난 제신의 하나가 된 지우도라(아시리아판의 우트나피슈팀)를 찾아간다. 그에게 가르침을 받은 길가메쉬는 일단 영원의 생명을 얻기는 하나 도중에 이를 잃고 헛되이 우루크로 돌아간다.
또한 새해에는 천지창조의 성극(聖劇)이 제사(祭司)들에 의해 상연되고, 신전은 토지나 양의 무리를 소유, 소작이나 목축자에게 빌려 주어 연공(年貢)을 바치게 하거나, 이자를 붙여 돈을 빌려 주거나, 물가의 기준이 되는 은의 정제가공이 행해졌다. 신전의 경내에는 자주 지구라트(Ziggurat：산을 뜻한다)라고 불리는 벽돌을 쌓아올린 높이 수십 미터나 되는 인공의 산이 구축되었다. 그 가운데서도 이른바 '바빌론의 탑'으로 불리는 에산길라 신전의 지구라트가 유명하다.
거듭된 타민족의 침입이나 주권의 교대에도 불구하고, 메소포타미아의 종교는 어떤 종류의 형태를 계속 유지하고 있었다. 그리고 또 하나는 두무지(Dumuzi：후의 탐무즈, 아도니스) 신앙을 들 수 있다. 훗날 탐무즈는 해마다 시들고 봄이 오면 다시금 싹이 돋는 식물의 죽음과 부활을 상징한다고 했다. 원래 수메르에서는, 두무지가 사후 이 지상에 되살아나는 것이 아니라, 저승의 주민이 되었음에 불과한 듯싶다. 아무튼 그의 아내인 여신 이난나(Inana：후의 이쉬타르, 아티스)와 함께 농산물의 풍요나 가축의 다산을 기원하는 신앙 대상으로서 극히 광범하게 고대 오리엔트 사람들의 마음을 사로잡았다.
그 뒤로 점술은 매우 융성해졌다. 1년의 반 이상이나 맑은 날씨가 계속되는 이 지방에서는 별의 관찰이 용이하여 규칙적인 천체의 운행은 사람들에게 정신적인 안정을 주었다.

## 문자
수메르인들이 처음으로 썼던 문자는 상형문자였는데, 이 상형문자는 형체가 있는 물건의 모양을 본떠서 만든 글자로 낱말의 뜻을 나타내는 것으로, 이를테면 산을 나타내기 위해서는 산의 모양을 그려야 하고, 새를 나타내려면 새의 모양을 그려야 했다. 그러나 나타내기가 어려운 것들이 많았기 때문에 뒷날 그들은 쐐기 모양으로 나타낸 쐐기문자를 만들어 냈다. 그리고 그들은 많은 전설과 영웅들의 이야기 등을 영원히 남기기 위해 뼈나 갈대 줄기를 펜으로 삼아서 점토판 위에 설형 문자를 적고 불에 구워 보존했다. 뒷날, 페니키아인들이 이 설형문자를 간단하게 만들었으며, 이 페니키아 문자에 모음이 보태져서 오늘날 쓰고 있는 알파벳의 근본이 되었다.

## 역법
수메르 인은 달의 운행을 기준으로 하여 1년을 12달로 하는 태음력을 만들고, 다시 하루를 24시간, 한 시간을 60분, 1분을 60초로 하는 60진법을 만들었다. 원을 360°로 나누는 것도 그들에게서 비롯된 것으로 생각된다.

## 같이 보기
- 길가메시 서사시
- 이집트 문명
- 인더스 문명
- 황하 문명

## 참고 문헌
- 이 문서에는 다음커뮤니케이션(현 카카오)에서 GFDL 또는 CC-SA 라이선스로 배포한 글로벌 세계대백과사전의 내용을 기초로 작성된 글이 포함되어 있습니다.